# Удосконалене покриття
Удосконалене покриття — цементобетонне, асфальтобетонне, залізобетонне або армобетонне збірне покриття, бруківки, вимощені брущаткою і мозаїкою, збірне покриття з дрібнорозмірних бетонних плит, із щебеню і гравію, оброблених органічними і в'язкими матеріалами.
Дане поняття і знак 1.40 додані в правила дорожнього руху України 15 квітня 2013 року.

1.40. Кінець дороги з удосконаленим покриттям